# Anne Keothavong
Anne Keothavong (Hackney, Londres, 16 de setembre de 1983) en una tennista professional britànica retirada.
Va desenvolupar la seva trajectòria majoritàriament en el circuit ITF, on va aconseguir un total de vint títols individuals i vuit de dobles femenins. El seu millor rànquing mundial fou el 48è lloc l'any 2009, i va esdevenir la millor tennista britànica de l'època, la primera tennista britànica en entrar al Top 50 del rànquing des de 1993. Va formar part de l'equip britànic de la Fed Cup en diverses edicions, i posteriorment en va esdevenir capitana.
Va anunciar la seva retirada l'any 2013 i va esdevenir membre de l'equip dedicat a la cobertura del tennis en el canal de televisió BT Sport.
Va ser condecorada com a Membre de l'Orde de l'Imperi Britànic (MBE) l'any 2021 per la seva contribució al tennis.

## Biografia
Filla de Vathana i Somsak, té tres germans anomenats James, Mark i Lena. La seva família és originària de Laos i va abandonar el país a causa de la guerra durant la dècada de 1970.
El 28 de febrer de 2015 es va casar amb l'advocat britànic Andrew Bretherton. El matrimoni va tenir dos fills.

## Palmarès

### Dobles femenins: 1 (0−1)
| Abans de 2009                | Després de 2009         |
| ---------------------------- | ----------------------- |
| Grand Slam (0−0)             |                         |
| WTA Tour Championships (0−0) |                         |
| Tier I (0−0)                 | Premier Mandatory (0−0) |
| Tier II (0−0)                | Premier 5 (0−0)         |
| Tier III (0−0)               | Premier (0−0)           |
| Tier IV i V (0−0)            | International (0−1)     |

| Títols per superfície |
| --------------------- |
| Dura (0−1)            |
| Gespa (0−0)           |
| Terra batuda (0−0)    |

| Resultat  | Núm. | Data              | Torneig               | Superfície | Parella          | Oponents                              | Marcador |
| --------- | ---- | ----------------- | --------------------- | ---------- | ---------------- | ------------------------------------- | -------- |
| Finalista | 1.   | 2 de març de 2013 | Florianópolis, Brasil | Dura       | Valéria Savinikh | A. Medina Garrigues Iaroslava Xvédova | 0−6, 4−6 |

## Trajectòria

### Individual
| Open d'Austràlia | A   | A           | A           | Q           | Q   | A           | Q           | Q           | Q  | 1R          | A           | 2R          | 1R  | Q  | 0 / 3     | 1 – 3     |
| Roland Garros | A   | A           | A           | Q           | Q   | A           | Q           | Q           | Q  | 1R          | 1R          | 1R          | 1R  | Q  | 0 / 4     | 0 – 4     |
| Wimbledon | Q   | 1R          | 1R          | 1R          | 2R  | 1R          | 1R          | 1R          | 2R | 1R          | 1R          | 2R          | 2R  | 1R | 0 / 13    | 4 – 13    |
| US Open | A   | A           | A           | Q           | A   | A           | Q           | Q           | 3R | Q           | 1R          | 1R          | 1R  | A  | 0 / 4     | 2 – 4     |
| Jocs Olímpics | A   | No celebrat | No celebrat | No celebrat | A   | No celebrat | No celebrat | No celebrat | A  | No celebrat | No celebrat | No celebrat | 1R  | NC | 0 / 1     | 0 – 1     |
| Rànquing a final d'any | 377 | 277         | 233         | 177         | 175 | 239         | 168         | 122         | 61 | 84          | 123         | 73          | 137 | –  | 418 – 314 | 418 – 314 |
| Llegenda: G: Guanyadora; F: Finalista; SF: Semifinalista; QF: Quarts de final; Q: Qualificació; A: Absent; RR: Round Robin; |     |             |             |             |     |             |             |             |    |             |             |             |     |    |           |           |

### Dobles femenins
| Open d'Austràlia | A   | A   | A   | A           | A           | A           | A   | 2R          | A           | A           | 1R  | A  | 0 / 2     | 1 – 2     |
| Roland Garros | A   | A   | A   | A           | A           | A           | A   | 1R          | A           | A           | 1R  | A  | 0 / 2     | 0 – 2     |
| Wimbledon | 1R  | 1R  | 1R  | 1R          | 1R          | 1R          | 2R  | 1R          | 1R          | 1R          | 1R  | 1R | 0 / 12    | 1 – 12    |
| US Open | A   | A   | A   | A           | A           | A           | 1R  | A           | 1R          | A           | 1R  | A  | 0 / 3     | 0 – 3     |
| Jocs Olímpics | NC  | NC  | A   | No celebrat | No celebrat | No celebrat | A   | No celebrat | No celebrat | No celebrat | 1R  | NC | 0 / 1     | 0 – 1     |
| Rànquing a final d'any | 430 | 507 | 664 | 253         | 362         | 256         | 158 | 151         | 115         | 146         | 153 | –  | 106 – 159 | 106 – 159 |
| Llegenda: G: Guanyadora; F: Finalista; SF: Semifinalista; QF: Quarts de final; Q: Qualificació; A: Absent; RR: Round Robin; |     |     |     |             |             |             |     |             |             |             |     |    |           |           |

### Dobles mixts
| Open d'Austràlia | A  | A  | A | A | A  | A  | A  | A  | A  | A  | 0 / 0 | 0 – 0 |
| Roland Garros | A  | A  | A | A | A  | A  | A  | A  | A  | A  | 0 / 0 | 0 – 0 |
| Wimbledon | 1R | 1R | A | A | 1R | 2R | 1R | 1R | 1R | 1R | 0 / 8 | 1 – 8 |
| US Open | A  | A  | A | A | A  | A  | A  | A  | A  | A  | 0 / 0 | 0 – 0 |
| Llegenda: G: Guanyadora; F: Finalista; SF: Semifinalista; QF: Quarts de final; Q: Qualificació; A: Absent; RR: Round Robin; |    |    |   |   |    |    |    |    |    |    |       |       |